# Nazionale maschile under 18 di pallacanestro del Togo
La nazionale di pallacanestro togolese Under-18 è una selezione giovanile della nazionale togolese di pallacanestro, ed è rappresentata dai migliori giocatori di nazionalità togolese di età non superiore ai 18 anni.
Partecipa a tutte le manifestazioni internazionali giovanili di pallacanestro per nazioni gestite dalla FIBA.

## Partecipazioni

### FIBA AfroBasket Under-18
- 1980 - 7°